# 勒普雷圣热尔韦
勒普雷圣热尔韦（法語：Le Pré-Saint-Gervais，法語發音：[lə pʁe sɛ̃ ʒɛʁvɛ] ⓘ）是法国塞纳-圣但尼省的一个市镇，属于博比尼区。

## 地理
勒普雷圣热尔韦（48°53'6"N, 2°24'14"E）面积0.7 平方千米，位于法国法蘭西島大區塞纳-圣但尼省，该省份为法国北部内陆省份，毗邻巴黎。
与勒普雷圣热尔韦接壤的市镇（或旧市镇、城区）包括：巴黎、巴黎十九区、莱利拉、庞坦。

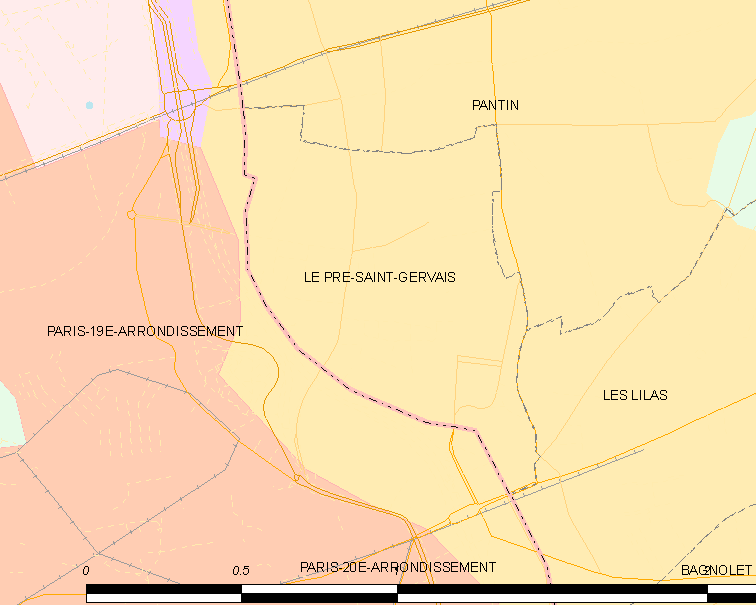
勒普雷圣热尔韦的OSM定位图

勒普雷圣热尔韦的时区为UTC+01:00、UTC+02:00（夏令时）。

## 行政
勒普雷圣热尔韦的邮政编码为93310，INSEE市镇编码为93061。

## 政治
勒普雷圣热尔韦所属的省级选区为庞坦县。

## 人口

1962-2008年间勒普雷圣热尔韦人口变化图示

勒普雷圣热尔韦于2022年1月1日时的人口数量为16733人。